# Кеворков, Вячеслав Ервандович
Вячесла́в Ерва́ндович Кеворко́в (род. 21 июля 1924, Москва — 9 июня 2017, Бонн) — сотрудник органов государственной безопасности СССР (генерал-майор КГБ), публицист.

## Биография
Родился 21 июля 1924 года в Москве, окончил военный институт иностранных языков.
С 1945 года работал в Берлине переводчиком Союзнической военной администрации в Германии. Затем служил в Генеральном штабе Советской Армии. Участник разоблачения военных преступников бывшего рейха.
В 1950 году был откомандирован в МГБ СССР, где начал работу в должности оперуполномоченного в системе контрразведки, позже работал заместителем начальника.

В декабре 1969 году по поручению председателя КГБ Ю. В. Андропова создал канал «секретной связи» для высшего руководства СССР и ФРГ. Ключевая фигура тайного канала между СССР и ФРГ: установил, минуя дипломатические каналы, прямую связь между Л. И. Брежневым и Вилли Брандтом, способствовал заключению советско-западногерманского договора (1970). Как позднее вспоминал Кеворков 
Становление наших отношений с ФРГ при использовании прямого канала между лидерами обеих стран проходило на глазах у наших немецких друзей, что не вызвало у них ничего, кроме недоверия и раздражения...
Дружил с журналистом Виктором Луи, писателем Юлианом Семёновым и был прототипом Виталия Славина — сотрудника КГБ в романе и телесериале «ТАСС уполномочен заявить…» и романе «Межконтинентальный узел».
В дальнейшем работал в Генеральном штабе Советской Армии.
В 1972—1982 годах — начальник 3-го отдела Второго главного управления КГБ (контрразведка), начальник управления.
С 1982 года заместитель генерального директора ТАСС.
С октября 1991 года — руководитель регионального бюро ИТАР-ТАСС в Германии, Австрии и Швейцарии.
Под непосредственным руководством генерал-майора Кеворкова в 1975 году в системе МИД СССР была организована служба безопасности, в результате работы которой были разоблачены ряд агентов зарубежных спецслужб.
По службе был близок с председателем КГБ СССР Юрием Андроповым. Имел также контакты с Леонидом Брежневым, в том числе через его дочь Галину.
До конца жизни Кеворков жил в Германии, недалеко от Бонна, поддерживал дружественные отношения с Эгоном Баром.
К 90-летию Кеворкова телеканал «Россия» показал 27 июля 2014 года премьеру документального фильма о нём — «Последний романтик контрразведки».
11 июня 2015 журналистом Александром Анатольевичем Мельниковым при поддержке LTC Media Verlag было сделано одно из последних видео-интервью с Кеворковым в г. Бонне, Германия.
Он скончался 9 июня 2017 года на 93-м году жизни в Германии.

## Сочинения
- Кремлёвская оперетка. — М.: Гея, 1997. — 278 с. — ISBN 5-85589-029-5
- Тайный канал. — М.: Гея, 1997. — 320 с. — ISBN 5-85589-030-9
- Исповедь перед казнью. — М.: Совершенно секретно, 2005. — 256 с. — ISBN 5-89048-159-2
- Виктор Луи. Человек с легендой. — М.: Семь Дней, 2010. — 352 с. — ISBN 978-5-88149-449-0
- О чём говорят президенты? Секреты первых лиц. — М.: Алгоритм, 2011. — 336 с. — ISBN 978-5-4320-0006-4
- Сорвавшаяся петля. — М.: У Никитских ворот, 2017. — 384 с. — ISBN 978-5-00095-274-0
- Сюртук. — М.: У Никитских ворот, 2017. — 236 с. — ISBN 978-5-00095-324-2

## Фильмография
- 2014 — «Последний романтик контрразведки». Телекомпания «НП ФОРМАТ».